# クリーヴランド公爵
クリーヴランド公爵（クリーヴランドこうしゃく、英: Duke of Cleveland）は、イギリスの公爵位の一つ。イングランド北部のクリーヴランドにちなむ。第1期はイングランド貴族、第2期は連合王国貴族であった。2期ともに廃絶している。

## 歴史
1670年、チャールズ2世が自らの愛人であるバーバラ・パーマーに対して叙爵したことに始まる。チャールズ2世は自身とバーバラの間に生まれた私生児チャールズ・フィッツロイが爵位を継承することを特別に認め、1675年に彼をサウサンプトン公爵 (Duke of Southampton)・チチェスター伯爵およびニューベリー男爵に叙爵した。
チャールズ・フィッツロイは1709年に母バーバラの死去によって第2代クリーヴランド公爵となった。その息子ウィリアムはクリーヴランド公爵とサウサンプトン公爵の両方を継承したが息子がおらず、分家のグラフトン公家には爵位の継承が認められなかったため、彼の死去によって爵位は廃絶した。
1833年1月にクリーヴランド公爵位はレイビー男爵位を加えて、第3代ダーリントン伯爵ウィリアム・ヴェインに対して再度創設された。ウィリアム・ヴェインはチャールズ・フィッツロイの曾孫であり、1827年にクリーヴランド侯爵 (Marquess of Cleveland) に叙爵されていた。ウィリアム・ヴェインの死後公爵位はその息子達に順に継承されたが、三男ハリー・ポウレットの死去によって再び廃絶した。

## フィッツロイ家

### クリーヴランド公爵（第1期：1670年）
- 初代クリーヴランド女公爵バーバラ・パーマー（1641年 - 1709年）
- 第2代クリーヴランド公爵チャールズ・フィッツロイ（1662年 - 1730年）
- 第3代クリーヴランド公爵ウィリアム・フィッツロイ（1698年 - 1774年）

## ヴェイン家

### クリーヴランド侯爵（1827年）
- 初代クリーヴランド侯爵ウィリアム・ヴェイン（1766年 - 1842年）
  - 1833年、クリーヴランド公爵に叙爵

### クリーヴランド公爵（第2期：1833年）
- 初代クリーヴランド公爵ウィリアム・ヴェイン（1766年 - 1842年）
- 第2代クリーヴランド公爵ヘンリー・ヴェイン（1788年 - 1864年）
- 第3代クリーヴランド公爵ウィリアム・ヴェイン（1792年 - 1864年）
- 第4代クリーヴランド公爵ハリー・ポウレット（1803年 - 1891年）